# Hans-Joachim Wahlbrink

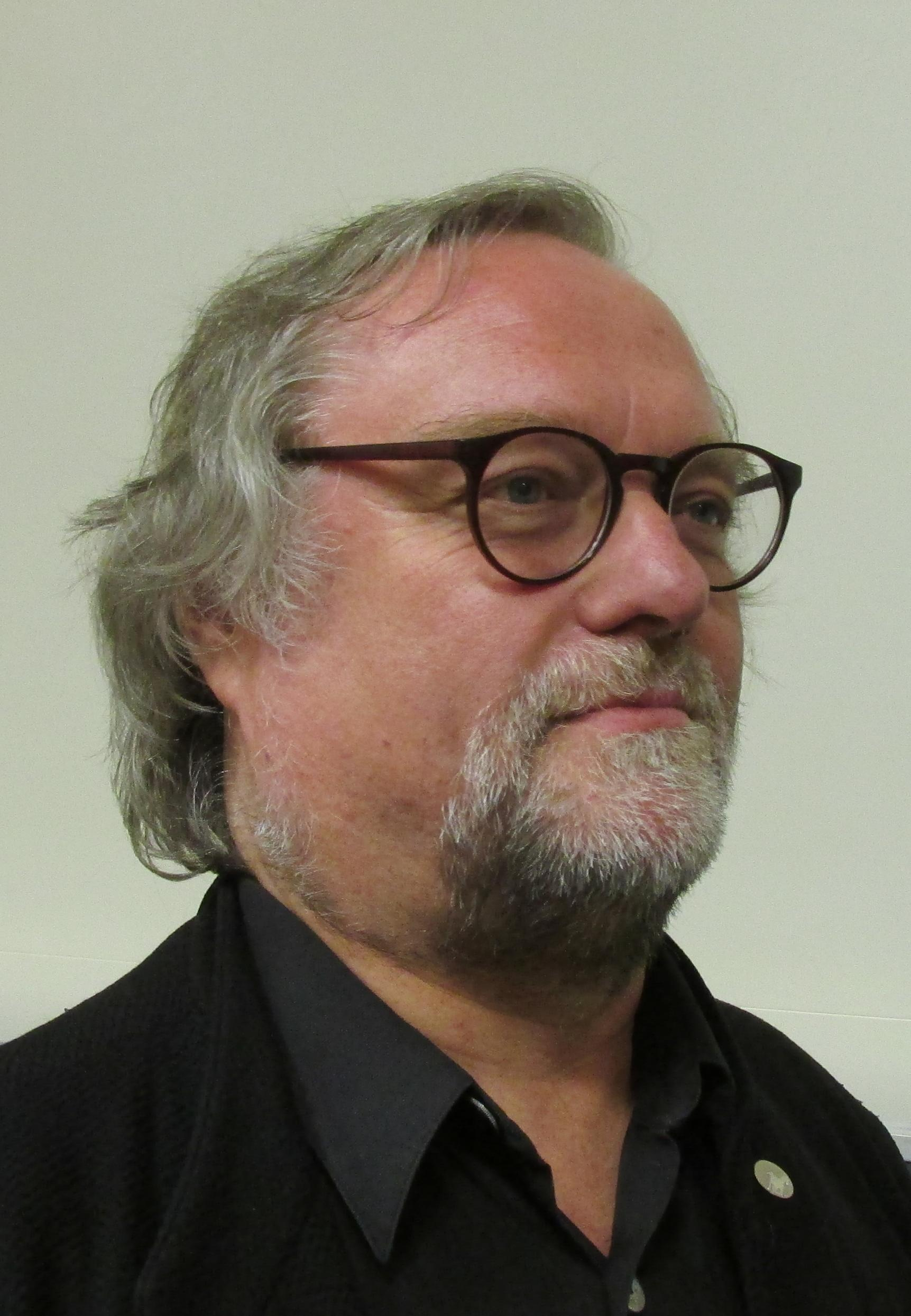
Joachim Wahlbrink (2014)

Joachim Wahlbrink (* 13. März 1953 in Osnabrück) war Landesbeauftragter für den Datenschutz des Landes Niedersachsen.

## Werdegang
Joachim Wahlbrink wuchs in Osnabrück auf. Nach seinem beruflichen Einstieg in die Niedersächsische Steuerverwaltung, dem Jurastudium in Bielefeld und Münster sowie der Referendarzeit in Niedersachsen war er überwiegend im Niedersächsischen Innenministerium und in der Niedersächsischen Staatskanzlei – dort auch als behördlicher Datenschutzbeauftragter – tätig. Zuletzt arbeitete Wahlbrink im Innenministerium in Hannover als Referatsleiter im Bereich der Kommunalaufsicht.
Er wurde am 21. Juni 2006 vom 15. Niedersächsischen Landtag zum Landesbeauftragten für den Datenschutz gewählt und auf die Dauer von acht Jahren berufen. Er amtierte vom 30. Juni 2006 bis 2014.
2010 ließ Wahlbrink mehrere tausend Überwachungskameras von Ministerien, Kommunen, Städten, Justiz und Polizei überprüfen und stellte eine großteils gesetzeswidrige Verwendung der Überwachungstechnik fest.